# Jannicke
Jannicke o J-Diva, pseudonimo di Gry Jannicke Jarlum (Oslo, 6 aprile 1962), è una cantante norvegese.

## Biografia
Jannicke è salita alla ribalta nel 1981 con il suo singolo di debutto Svake mennesker, che ha trascorso quattordici settimane consecutive in vetta alla classifica norvegese. Ha anticipato l'album Min stil, che ha raggiunto la 3ª posizione in classifica. Ha piazzato nella top 20 nazionale anche i due album successivi: My Rock'n Roll Album ha raggiunto il 13º posto nel 1982, mentre l'anno successivo Draculas datter si è fermato al 16º.
In seguito al suo calo di popolarità come artista musicale, negli anni '90 è divenuta nota per le sue presunte esperienze con gli extraterrestri, sulle quali nel 1994 ha pubblicato il libro Du er jeg, con annesso l'album omonimo, che ha venduto 20.000 copie. Dei documentari riguardo alle sue affermazioni sono stati realizzati dalla televisione giapponese e da quella norvegese.
Nel 2002 ha lanciato il suo alter ego, J-Diva, in base alla quale ha pubblicato tre album nello stesso giorno e realizzato una serie televisiva realizzata insieme a Christine Koht e trasmessa su NRK2, Koht vs. J-Diva. Se la serie ha avuto un seguito medio di 100.000 telespettatori, un anno dopo la pubblicazione della trilogia di dischi è stato reso noto che avevano venduto solo 314 copie in totale.
Nel 2005 si è lanciata in politica, candidandosi nelle file del partito conservatore di destra dei Democratici di Norvegia, che non ha ottenuto nessun seggio in Parlamento.

## Discografia

### Album in studio
- 1981 – Min stil
- 1982 – My Rock'n Roll Album
- 1983 – Draculas datter
- 1985 – Change
- 1992 – World of Wisdom
- 1994 – Du er jeg
- 2002 – Sex Me - Transmission vol. 1
- 2002 – The Golden Girl of Soul - Transmission vol. 2
- 2002 – The Motherfucking Diva Queen - Transmission vol. 3

### Raccolte
- 1989 – Svake mennesker

### Singoli
- 1981 – Svake mennesker
- 1981 – Sin egen stil
- 1981 – Statussymboler
- 1981 – Weak Poor People
- 1992 – I'll Live Forever
- 1992 – World of Wisdom
- 1992 – Nobody
- 2002 – Sex Me/Universe
- 2002 – I Need You Baby
- 2002 – Freedom 4 All (feat. Casenine)
- 2011 – Spela mig...